# اسوالد کاپ
اسوالد کاپ (استونیایی: Osvald Käpp) (زاده ۱۷ فوریهٔ ۱۹۰۵ - درگذشته ۲۲ دسامبر ۱۹۹۵) کشتی‌گیر اهل کشور استونی بوده‌است.
از افتخارات وی می‌توان به کسب مدال طلا وزن ۶۶- کیلوگرم کشتی آزاد بازی‌های المپیک تابستانی ۱۹۲۸ اشاره کرد.